# Teinogenys mooniensis
Teinogenys mooniensis är en skalbaggsart som beskrevs av Peter Geoffrey Allsopp och Phillip B. Carne 1986. Teinogenys mooniensis ingår i släktet Teinogenys och familjen Dynastidae. Inga underarter finns listade i Catalogue of Life.